# .dm
.dmは国別コードトップレベルドメイン（ccTLD）の一つで、ドミニカ国に割り当てられている。登録に制限はないが、それほど使われていない。
ソーシャル・ネットワーキング・サービスのwis.dm等のサイトがある。